# Tubulanus groenlandicus
Tubulanus groenlandicus är en djurart som tillhör fylumet slemmaskar, och som först beskrevs av Bergendal 1902.  Tubulanus groenlandicus ingår i släktet Tubulanus och familjen Tubulanidae. Inga underarter finns listade i Catalogue of Life.